# Fraidy Cat
«Трусливый кот» (англ. Fraidy Cat) — четвёртый эпизод из мультсериала «Том и Джерри», выпущенный 17 января 1942 года.

## Сюжет
Ночью в доме Том слушает на радиоприёмнике шоу страшилок «Колдовской час» (радио озвучивала Марта Уэнтуорт). Во время рассказа Том неоднократно пугается, и в конце концов убегает от приёмника и прячется в вазе. Джерри наблюдает происходящее и решает испугать Тома. Том пугается крутящейся шторы, и от страха вскакивает на обогреватель. Джерри увеличивает давление пара, струей которого запускает кота в воздух. Том выпрыгивает из струи и прячется в шкафу.
Тем временем Джерри прячется за ночной рубашкой Мамочки-Два Тапочка, надетой на пылесос, и включает прибор. Увидев получившегося «призрака» Том внезапно теряет сознание. Когда кот приходит в себя, Джерри включает втягивание, и Тома едва не засасывает в пылесос. Том в панике хватается за телефон, через который его требуют «повесить трубку», а потом за перила лестницы. В это время его девять жизней выскакивают одна за другой. Девятая кусает Тома за хвост и кот с криком отпускает перила и продолжает убегать от «призрака», но врезается в стену и жизни снова входят в Тома.
Том видит, что напугавший его «призрак» — не кто иной, как Джерри. Мышонок продолжает раздувать и сдувать с помощью пылесоса ночную рубашку, но замечает Тома рядом с собой. Джерри убегает от кота на рояль и пытается опять напугать его в ночной рубашке, но Том стягивает её с мышонка и продолжает погоню. Мышонок спрыгивает с рояля и отбивает преследующего его Тома фурнитурой. Мамочка-Два Тапочка просыпается от суматохи и, думая, что в доме — вор, вооружается скалкой. Том видит хозяйку в ночной рубашке. Думая, что это опять Джерри-призрак, Том набрасывается на хозяйку, кусая её сзади.
Мамочка-Два Тапочка наказывает Тома. Джерри, спрятавшийся от Тома в банке с мукой, вылезает весь белый. Видя своё искажённое, растянутое отражение в вазе, он пугается самого себя и убегает в свою норку, а затем высовывает голову, не понимая в чём было дело.
На этой ноте эпизод заканчивается.

## Факты
- Это первый эпизод, в котором Том и Джерри проигрывают оба.
- На Cartoon Network все части с Мамочкой-Два Тапочка были вырезаны, в том числе и тот момент, когда Том набрасывается на неё. Можно подумать, что именно Том загнал Джерри в нору.
- Это второй эпизод, где Том разговаривает.